# Gilbert Wasserman
Pour les articles homonymes, voir Wasserman.
Gilbert Wasserman, né le 24 mai 1949 à Paris et mort le 16 janvier 2006 à Gennevilliers,, est un journaliste et militant politique français.

## Biographie
Ancien membre de l'Union des étudiants communistes. En septembre 1971, il est membre du Bureau national de l'UNEF. Il est le créateur de la revue Mouvements (La Découverte) en 1998, dont il a été le rédacteur en chef. 
Ancien militant du PCF, « dernier rescapé »[Selon qui ?] de la Convention pour une alternative progressiste, il a été responsable du Forum de la Gauche citoyenne.
Spécialiste du mouvement altermondialiste, qu'il a suivi et a participé à structurer, il a été membre de la commission Europe d'Attac.

## Œuvres
- La Constitution européenne : dix clés pour comprendre, La Découverte (avec Arnaud Lechevalier)
- Les Conséquences du non, Éditions d'organisation (avec Jean-Louis Clergerie)
- À gauche !, La Découverte (collectif)
- Où va le mouvement altermondialiste ?, La Découverte (collectif)
- Quelle transformation de la société ?, L'Atelier (avec Jean-Christophe Cambadélis et Yves Cochet)